# Tatebayashi
Tatebayashi (館林市 -shi) é uma cidade japonesa localizada na província de Gunma.
Em 2003 a cidade tinha uma população estimada em 79 753 habitantes e uma densidade populacional de 1,307,86 h/km². Tem uma área total de 60,98 km².
Recebeu o estatuto de cidade a 1 de Abril de 1954.

## Cidades-irmãs
- Shire of Maroochy, Austrália
- Kunshan, China